# Kościół św. Katarzyny w Żejtun
Kościół św. Katarzyny – kościół katolicki (parafialny) zlokalizowany w miejscowości Żejtun na Malcie. Projektantem był Lorenzo Gafà.
Barokowa świątynia pochodzi z początku XVIII wieku. We wnętrzach znajduje się kilka obrazów z tego samego okresu. Stoi tu też kopia Piety autorstwa Michała Anioła z watykańskiej bazyliki św. Piotra. Kilka zgromadzonych tutaj rzeźb św. Katarzyny obnoszonych jest podczas ulicznej festy ku jej czci, jaka obchodzona jest corocznie w dniu 25 listopada.